# آنا تاون‌سند
آنا تاون‌سند (انگلیسی: Anna Townsend؛ ‏ ۵ ژانویهٔ ۱۸۴۵ – ۱۱ سپتامبر ۱۹۲۳) بازیگر فیلم‌های صامت اهل ایالات متحده آمریکا بود که در چندین فیلم هارولد لوید نقش‌آفرینی نمود. او احتمالاً بیشتر برای بازی در نقش مادربزرگ خوش‌قلب هارولد در فیلم پسر مامان‌بزرگ (۱۹۲۲) شناخته شده‌است. این فیلم بر پایهٔ شخصیت واقعی تاون‌سند ساخته شد. پیش از اینکه تاون‌سند وارد عرصهٔ سینما شود، در گروه هنری «هولمن لایت آپرا کامپنی» هنرنمایی می‌کرد.

## فیلم‌شناسی
| سینما    | سینما               | سینما                                      | سینما                                                                            |
| سال      | فیلم                | نقش                                        | توضیح                                                                            |
| -------- | ------------------- | ------------------------------------------ | -------------------------------------------------------------------------------- |
| ۱۹۱۳     | بیداری هویدن        | نقش نامعلوم (با نامِ آنا تاون‌سند بازی کرد)  |                                                                                  |
| ۱۹۱۴     | حقیت محض در کابوی‌ها | خانم میچل                                  |                                                                                  |
| ۱۹۱۷     | مردی انگشت‌نما       | مادر هری (خانم تاون‌سند)                    | فیلم گمشده                                                                       |
| ۱۹۱۸     | سه مرد سوارکار      | مادر هری (خانم آنا تاون‌سند)                | فیلم گمشده                                                                       |
| ۱۹۲۱     | آن سوی مسیر         | نقش نامعلوم                                | نامش در عنوان‌بندی فیلم نیامده                                                    |
| ۱۹۲۲     | پسر مامان‌بزرگ       | مادربزرگش                                  |                                                                                  |
| ۱۹۲۲     | دکتر جک             | مادر جمیسون                                | نامش در عنوان‌بندی فیلم نیامده                                                    |
| ۱۹۲۳     | بابا                | خانم هولدن                                 |                                                                                  |
| ۱۹۲۳     | ایمنی آخر از همه!   | مادربزرگی در هنگام حراجی به صورتش مشت خورد | نامش در عنوان‌بندی فیلم نیامده                                                    |
| تلویزیون |                     |                                            |                                                                                  |
| سال      | عنوان               | نقش                                        | توضیح                                                                            |
| ۱۹۸۹     | استادهای آمریکایی   | مادربزرگ هارولد لوید در فیلم پسر مامان‌بزرگ | از صحنه‌های آرشیوی باقی‌مانده که پس از مرگش منتشر شد؛ قسمت: هارولد لوید: نابغهٔ سوم |